# 维奥莱塔·塞凯伊
维奥莱塔·塞凯伊（羅馬尼亞語：Violeta Szekely，1965年3月26日—），旧姓贝克莱亚（Beclea），罗马尼亚女子田径运动员。她曾代表罗马尼亚参加1992年和2000年夏季奥林匹克运动会田径比赛，其中2000年奥运会获得一枚银牌。